# Xenocyprioides parvulus
Xenocyprioides parvulus är en fiskart som beskrevs av Chen 1982. Xenocyprioides parvulus ingår i släktet Xenocyprioides och familjen karpfiskar. Inga underarter finns listade i Catalogue of Life.